# 新馬德里鎮區 (密蘇里州新馬德里縣)
新馬德里鎮區（英語：New Madrid Township）是位於美國密蘇里州新馬德里縣的一個行政鎮區。

## 地方資料
新馬德里鎮區的面積為284.55平方千米，當中陸地面積為279.20平方千米，而水域面積為5.34平方千米。根據2020年美國人口普查的數據，當地共有人口3280人，而人口密度為每平方千米11.53人。